# جوني هال (لاعب كرة قدم)
جوني هال (بالإنجليزية: Johnny Hall) هو لاعب كرة قدم ساموي، ولد في 16 فبراير 1991 في سيدني في أستراليا. شارك مع منتخب ساموا لكرة القدم.

## وصلات خارجية
- جوني هال على موقع قاعدة بيانات كرة القدم.إي يو (الإنجليزية)
- جوني هال على موقع ناشيونال فوتبول تيمز (الإنجليزية)